# Marcel Granier Doyeux
Marcel Alfredo Granier Doyeux (14 de marzo de 1916-31 de agosto de 1996) fue un médico y diplomático venezolano. Fue miembro de número de la Academia de Ciencias Físicas, Matemáticas y Naturales de Venezuela, donde sirvió como bibliotecario y secretario por varios periodos, al igual que como primer vicepresidente en el periodo 1965-1967. Fue embajador de Venezuela ante las Naciones Unidas, donde fue uno de los autores del informe de la comisión de estudio de las hojas de coca publicado por la organización. También fue profesor de farmacología en la Universidad Central de Venezuela, donde también fue director de la cátedra de fisiología de la Escuela de Medicina. El 6 de abril de 1976 fue electo miembro correspondiente extranjero de la Academia Nacional de Medicina de Francia (Académie Nationale de Médecine).

## Vida personal
Marcel Granier Doyeux hablaba varios idiomas, incluyendo el alemán.